# Petar Đenić
Petar Đenić (Servisch: Петар Ђенић) (Niš, 14 april 1977) is een Servisch voormalig voetballer die als verdediger speelde.
Đenić begon bij Sinđelić Niš (1995/97) waarna hij doorbrak bij de grotere plaatsgenoot FK Radnički Niš. Dat leverde hem in 2000 een transfer op naar Rode Ster Belgrado waarvoor hij twee seizoenen speelde. Van 2002 tot 2006 speelde hij in Duitsland voor LR Ahlen en aansluiten drie jaar op Cyprus voor respectievelijk Olympiakos Nicosia en Alki Larnaca. In het seizoen 2010/11 speelde hij wederom voor Radnički Niš. Đenić vestigde zich daarna in Amsterdam en kwam eind 2012 bij FC Lienden. Met Lienden won hij in het seizoen 2014/15 de Topklasse Zondag en werd hij algeheel amateurkampioen.
Op 13 december 2000 speelde hij zijn enige interland voor de FR Joegoslavië in een vriendschappelijke wedstrijd tegen Griekenland.
Vanaf het seizoen 2015/16 is hij trainer van VVA/Spartaan.
In 2021 werd hij hoofdtrainer van de zaterdag derdeklasser VV Hees in Soest. Vervolgens trainde hij VV Amsvorde. In 2024 ging hij de onder 23 van Roda '46 trainen.